# Lunada (álbum)
Lunada es el décimo álbum de estudio (y el decimocuarto en general) de la cantante mexicana Thalía. Fue el último lanzado por el sello EMI Music el 24 de junio de 2008. Incluye once canciones, con ritmos tales como el pop, la cumbia, el reggae y el calipso.
En esta ocasión Thalía vuelve a los ritmos latinos de la mano de Emilio Estefan, productor que la llevó a TOP 5 de Billboard, para añadir temas inéditos a una selección de canciones veraniegas por las que Thalía siente añoranza.
El disco se posicionó en últimos lugares de las listas de Billboard. Fue el último disco de Thalía lanzado por la disquera EMI ya que dicha disquera le ofreció su carta de retiro por sus bajas ventas del álbum, para luego pasar a formar parte de la lista de artistas de la discográfica Sony Music Entertainment.

## Información del disco
Cuando Thalia comenzó a dar vida a este álbum, las imágenes que vinieron a su mente fueron muy claras. Visualizó una tarde de verano, de calor, con en ese olor a sal, a playa y arena, a bronceador y a coco. Imaginó una brillante puesta de sol y la música que quería escuchar mientras llegaba la noche cuando el cuerpo comienza a sentir el ardor causado por el intenso sol del día que se ha ido. Se vio sentada en la arena rodeada de amigos alumbrados por una fogata bajo la luz de la luna. A lo lejos se escucha un ritmo de calipso, de reggae, de trópico... Ese repertorio de canciones bendecidas por la Luna se tornan en una "lunada".
El primer sencillo, "Ten paciencia", que fue seleccionado por sus fanes en el portal de internet de univision.com, Thalía unió esfuerzos con el cantante Daddy Yankee, creando una versión reguetón de "Ten paciencia". El segundo sencillo, "Será porque te amo", solo fue lanzado en las radios de Latinoamérica y tuvo un éxito menor.
En noviembre de 2008, Thalía anunció su separación de la discográfica EMI, la cual fue su casa disquera por 14 años (1994 - 2008). Meses más tarde, Thalía se incorporó a la compañía Sony Music, la cual era dirigida algunos años atrás por su marido Tommy Mottola.
Se estiman ventas de más de 500 000 mil copias vendidas, convirtiéndolo en el álbum menos exitoso de la cantante.

## Recepción
Jason Birchmeier de Allmusic le dio al álbum una crítica mixta, destacando las tres primeras canciones pero llamando al resto del álbum "menos impresionante". Por otra parte, argumentó que algunas canciones funcionaban mejor que otras "por alguna razón u otra, pero de todas maneras, son entretenidas desde un punto de vista estilístico", aunque agregó que quienes esperaban material comparable a los álbumes de Thalía de fines de los noventa "seguramente se decepcionarán".
En el México natal de Thalía, Lunada debutó en el número ocho, antes de descender y salirse de la lista ocho semanas después. En los mejores álbumes latinos de Estados Unidos, el álbum debutó en su punto máximo del número 10 el 12 de julio de 2008, antes de caer al número 34 la semana siguiente. En la lista de álbumes de pop latino, debutó en el número cuatro y cayó fuera de la lista en el número 11 dos semanas después. Hasta diciembre de 2009, Lunada ha vendido más de 14.000 copias en Estados Unidos y Puerto Rico, según Nielsen SoundScan. Se convirtió en el álbum de estudio menos vendido de Thalía.

## Enfermedad y salida de EMI
En 2008, Thalía se vio afectada por la enfermedad de Lyme, una enfermedad que puso en grave peligro su salud, lo que le impidió promocionar Lunada. Esta falta de promoción resultó en su salida de EMI después de una historia de 14 años con el sello. A pesar de que el álbum no fue el éxito que todos esperaban, Thalía declaró estar orgullosa de esta producción y del material incluido en este álbum. De hecho, gran parte de la prensa de su México natal mencionó que tendría que retirarse de la música, al menos hasta que se recupere por completo. Ella firmó un contrato con Sony Music Entertainment en 2009, y se anunció que grabaría un álbum en formato acústico como su primer lanzamiento oficial bajo su nuevo sello, Sony Music Latin.

## Canciones
Esta es la lista de canciones del disco:
| Lunada |                                  |                                                                                   |          |  |
| N.º    | Título                           | Escritor(es)                                                                      | Duración |  |
| 1.     | «Ten paciencia»                  | Cynthia Salazar · Descemer Bueno · Magilee Alvarez                                | 3:30     |  |
| 2.     | «Sangre caliente»                | Marcelo Delgado · Darío Ungaro                                                    | 4:15     |  |
| 3.     | «Será porque te amo»             | Dario Farina · Daniele Pace · Enzo Ghinazzi Adapt. al español: Luis Gómez-Escolar | 2:41     |  |
| 4.     | «Con este amor»                  | Ximena Muñoz · Max Di Carlo                                                       | 2:57     |  |
| 5.     | «Bendita»                        | Thalía                                                                            | 3:25     |  |
| 6.     | «Desolvidándote»                 | Thalía · Dave Thompson · Jodi Marr                                                | 4:11     |  |
| 7.     | «Isla para dos» (feat. Joselito) | Nano Cabrera                                                                      | 4:25     |  |
| 8.     | «Insensible»                     | Juan Gabriel                                                                      | 2:57     |  |
| 9.     | «Aventurero» (feat. Nubawn)      | Claudia Brant · Jean-Yves Ducornet / Nubawn (rap)                                 | 3:15     |  |
| 10.    | «Yo no sé vivir»                 | Cynthia Salazar · Descemer Bueno · Magilee Alvarez                                | 4:09     |  |
| 11.    | «Sólo se vive una vez»           | Thalía · Drop Dead Beats                                                          | 3:10     |  |

| Edición Japón (Bonus Track) |                  |                                                 |               |          |  |
| N.º                         | Título           | Escritor(es)                                    | Productor(es) | Duración |  |
| 12.                         | «La súper chica» | Lilly Ponce/Chris Rodríguez/Michael Cosculluela | Thalía Sodi   | 4:00     |  |

## Repertorio
Lunada es una mezcla de canciones inéditas y versionadas, pero todas tienen el estilo veraniego como factor común.
Los temas inéditos son "Ten paciencia", "Bendita" (un tema escrito para su hija Sabrina), "Desolvidándote", "Yo no sé vivir" y "Sólo se vive una vez"; mientras que los temas versionados son "Sangre caliente" (Zimbabue), "Será porque te amo" (del extinto grupo Ricchi e Poveri), "Con este amor" (Ximena Muñoz), "Aventurero" (Gisselle) y también cuenta con una versión de "Insensible", de su compatriota Juan Gabriel, y otra de "Isla para dos" del puertorriqueño Nano Cabrera.

## Controversia y crítica
Lunada, presenta una evidente similitud con la portada del CD Bright Like Neon Love, editado en 2004 por la banda australiana Cut Copy.
La cantante y actriz reaccionó rápidamente en su página de internet para despejar todas las dudas y críticas a su nueva producción musical:

"Cuando el equipo creativo me presentó los diferentes conceptos, quedé absolutamente inspirada con una imagen que me enseñaron", dijo.
"Todos estamos inspirados por todos y todas las cosas están inspiradas por todas las cosas", explica la intérprete de "Ten paciencia". 
Y agrega: "Yo quise añadir el sabor tropical y los colores y el estilo que reflejan mi idea de lo que es una lunada, la cual está representada en el arte de mi disco. Yo estoy segura de que esta portada también inspirará a otros como referencia en un futuro", concluye

## Posicionamiento
| Listas (2008)               | Posición |
| --------------------------- | -------- |
| Argentina Albums Chart      | 5        |
| Mexican Albums Chart        | 8        |
| Billboard Top Latin Albums  | 10       |
| Billboard Latin Pop Albums  | 4        |
| Oricon Japan Top 100 Albums | 89       |